# 노원휴먼라이브러리
노원휴먼라이브러리은 서울특별시 노원구 소재의 공립 도서관이다.

## 연혁
- 2012년 3월 21일 개관.

## 이용 안내
이용 시간
- 휴먼 카페: 화~토 09:00 ~ 18:00
- 이음방: 화~토 09:00 ~ 18:00
- 틈새방: 화~토 09:00 ~ 18:00

휴관일
- 매주 일요일
- 매주 월요일
- 법정공휴일
- 임시공휴일